# エンストロム 480
エンストロム 480　
- 用途：練習機・パトロール
- 分類：小型ヘリコプター
- 製造者：エンストロム・ヘリコプター・コーポレーション
- 初飛行：1989年
- 生産開始：1993年
- 運用状況：現役
- ユニットコスト：80万USドル-

エンストロム480 は、エンストロム・ヘリコプター・コーポレーションが製造・販売している小型多目的ヘリコプターである。メーカーでは『TURBINE 480B』の表記も使用している。

## 概要
アメリカ陸軍の新練習ヘリコプター（NTH）向けに開発されたものの、選定の結果採用されなかったTH-28を、民間向けに改造した機体である。機体はエンストロム280をベースにタービン化しキャビンを拡張したもので、エアコンや写真撮影用の窓などのオプションも提供しているが、消防・警察向けの需要も見込みストレッチャーやサーチライトなども提供している。また基本的に陸上機であるが軽量であるため、純正オプションのフロートを取り付けることにより限定的ながら着水も可能である。
エンジンには、シュワイザー 330やRQ-8などに搭載されているアリソン 250C20Wを採用している。
アメリカ陸軍には採用されなかったが、軍用の練習機としての売り込みは継続しており、日本を始め数カ国で採用されている。

## 派生型
480
TH-28に座席を5つ設置して民間向けに改造したモデル。1993年11月にFAA型式証明を取得。
480B
480の出力を強化し、総重量と積載量が約150ポンド増加したモデル。2001年2月にFAA型式証明を取得。
480B ガーディアン
480Bの警察・法執行機関向けモデル。オプションである機首カメラとサーチライトが標準装備されている。
TH-28
280FXにターボシャフトエンジンを搭載し、メインローター、キャビン、スタビライザーを大型化した機体。軍用練習機、パトロール用として6機が製造された。

## 運用国
インドネシア
- インドネシア国家警察

 エストニア
- エストニア国境警備隊

 赤道ギニア
- 赤道ギニア空軍

 日本
- 陸上自衛隊 - 練習機として480Bを30機調達

 タイ王国
- タイ王国陸軍 - 練習機として16機調達

### 退役済み
カナダ
- ヨーク地域警察

### 日本

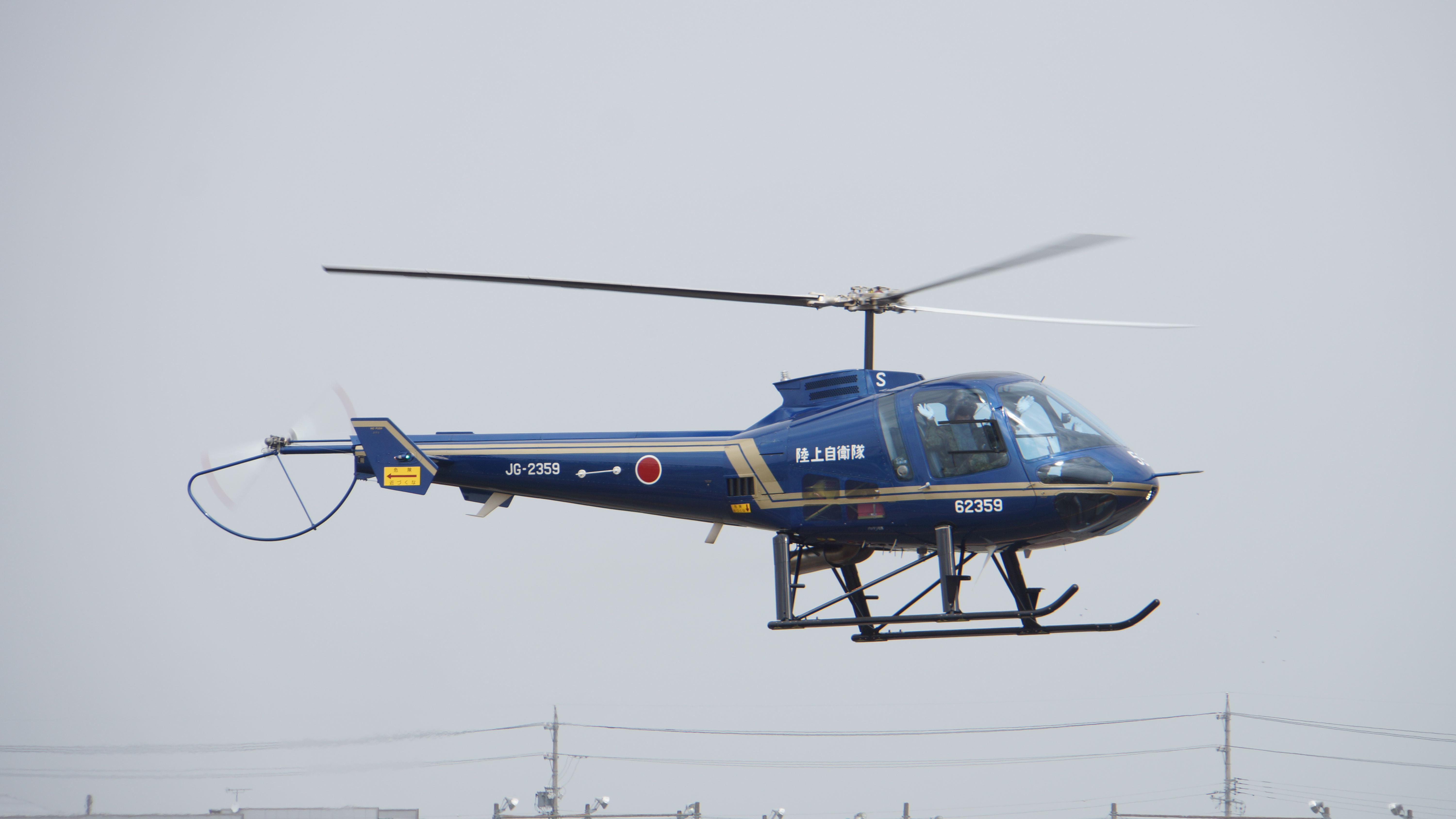
陸上自衛隊　TH-480B練習ヘリコプター

陸上自衛隊で教育用に使用しているOH-6Dの後継機として、機種選定が480B、MD 500E、シュワイザー333Mとの総合評価落札方式で行われ、2010年2月10日に｢TH-480B｣として選定。
2009年と2010年度予算で各1機、2011年度予算で3ヶ年度分28機の集中調達で合計30機が調達された。自衛隊が同社のヘリを導入するのは初であるため、内部文書では単に『エンストロム』と表記されることもある。
1号機は2011年2月25日に仙台空港内のジャムコ仙台整備工場へ納入、27日に明野駐屯地へフェリーされ28日に受領式が行われた。飛行実験隊で性能確認試験、部隊使用承認後は航空学校で要員教育を実施、2013年4月以降に練習ヘリコプターとして運用が開始され、2015年2月にまでに全機納入された。
自衛隊機としては珍しく、塗装はメタリックブルーにゴールドのラインが入れられたメーカー標準色に、自衛隊機としての国籍・所属表示やシリアルナンバーが記入された状態で運用されている。
TH-480B導入に合わせ、OH-6Dで演技を行っていた航空学校の教官によるアクロバットチーム『スカイホーネット』は『ブルーホーネット』に改称した。TH-480BのエンジンはOH-6Dに採用されているアリソン 250C20Bよりも出力が低いため速度が遅く、飛行場から大きく離れずに連続して演技を披露できるメリットが生まれた。

## 仕様（480B）
出典: エアロファシリティー株式会社（日本における正規代理店）
諸元
- 乗員: 5名
- 全長: 9.1m （全幅 2.5m）
- 全高: 3.0m
- ローター直径:
- 空虚重量: 826kg
- 最大離陸重量: 1,361kg
- 動力: アリソン 250-C20W ターボシャフトエンジン、420SHP    × 1

性能
- 最大速度: 231km/h
- 巡航速度: 212km/h
- フェリー飛行時航続距離: 685km
- 実用上昇限度: 13,000ft
- 上昇率: 1,600fpm